# Forțele armate ale Spaniei
Forțele armate ale Spaniei (spaniolă Fuerzas Armadas Españolas, FFAA) sunt forțele armate ale Regatului Spaniei.
Apărarea Spaniei este asigurată de Forțele Armate Spaniole, care sunt împărțite în Ejército de Tierra, Armada, Ejército del Aire și Guardia Civil.